# Fabio Zuffanti
Fabio Zuffanti (5 juni 1968) is een Italiaanse bassist en componist uit Genua (stad). Zuffanti begon zijn muzikale loopbaan in 1993. Hij richtte de groep i Finisterre op, waarmee hij progressieve rock speelde. Met deze groep nam hij vijf albums op tussen 1994 en 2019 en trad hij op in Italië, Frankrijk, België, Spanje, de Verenigde Staten en Mexico.
Parallel hiermee stichtte hij gli Höstsonaten, een project dat muziek maakte met elementen uit de progressieve rock, klassieke muziek, jazz en folk. Met dit project nam hij acht studioalbums op tussen 1996 en 2016.
Zijn eerste soloproject was de dubbel-cd Merlin - The Rock Opera (2000).
Zuffanti speelde tevens in onder andere Aries, Quadraphonic en Rohmer.

## Discografie met i Finisterre
Studioalbums:
- 1994: Finisterre (cd+2lp, Mellow Records)
- 1996: In limine (cd, Mellow Records)
- 1999: In ogni luogo (cd, Iridea Records)
- 2004: La meccanica naturale (cd, Immaginifica)
- 2019: Finisterre XXV (cd+2lp, AMS Records)

Livealbums:
- 1998: Live - Ai margini della terra fertile (cd, Mellow Records)
- 2000: Live at Progday (cd, Proglodite Records)
- 2001: Storybook (ristampa di Live at Progday) (cd, Moonjune records)